# IEEE 1284

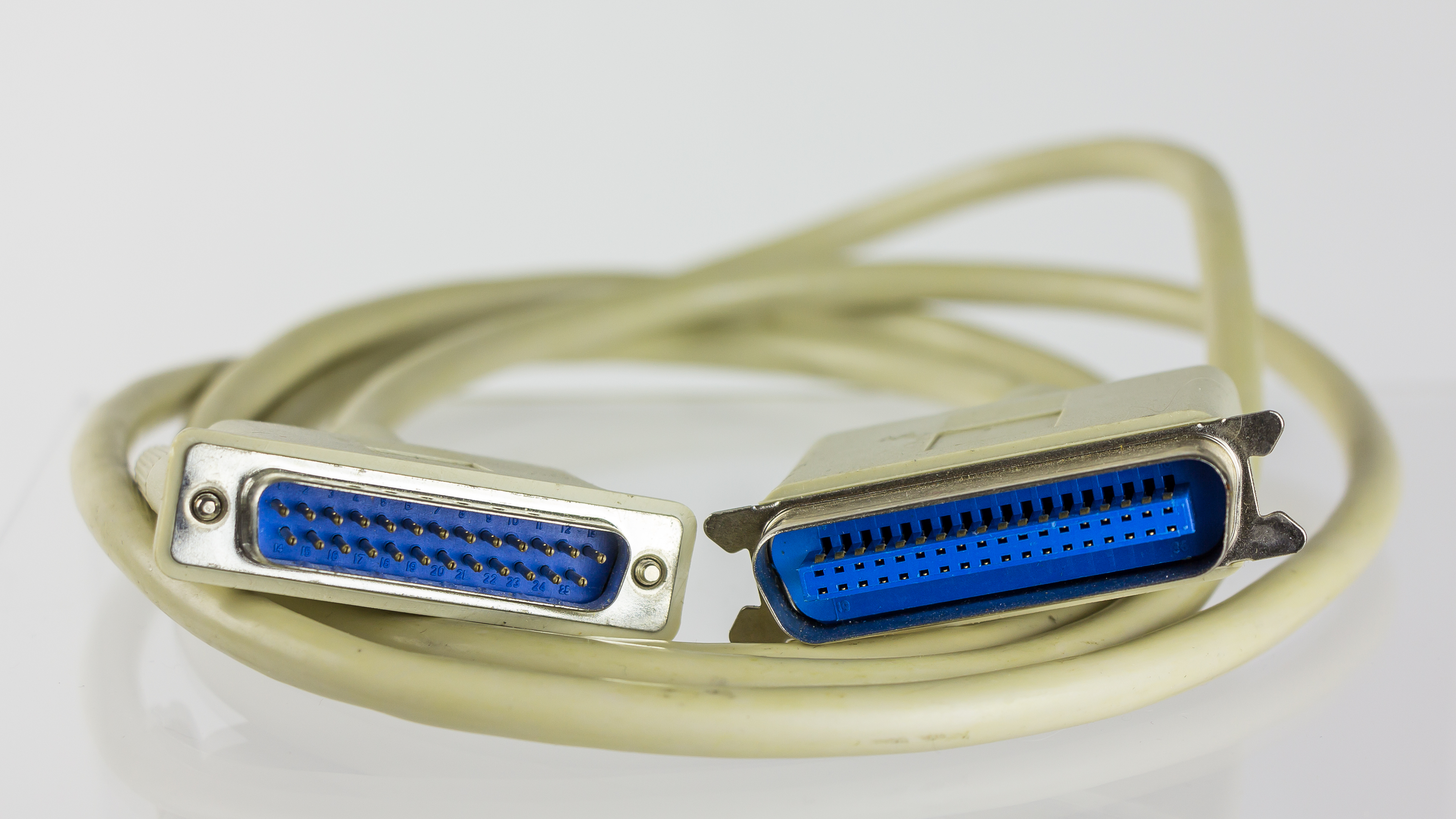
IEEE 1284準拠プリンタケーブル。両端にはDB-25と36ピンマイクロリボンコネクタがついている。

IEEE 1284（アイトリプルイー・イチニーハチヨン）は、コンピュータと他のデバイス間の双方向パラレル通信を定義しているIEEE標準である。2000年代にはすでにUSBケーブルに取って代わられており、古いプリンターで見られる程度となっている。

## 概要

### 成り立ち
- 1970年代にセントロニクス社がプリンター用パラレルインタフェースとして開発し、その後すぐにデファクトスタンダードになった。プリンタとの接続ではUSB以前は業界の標準であった。ただし、RS-422をプリンターポートとして採用したMacintoshを除く。
  - この標準はHPが拡張版インタフェースとして1992年にリリースした「Bitronics」により標準の地位を保てなくなった。
- 1991年に、Network Printing Allianceが新しい標準を開発し仕様化した。
  - これは1994年3月にIEEE 1284として仕様がリリースされた。

### 特長
- IEEE 1284はより速いスループットと双方向データ通信により、理論的には最大4Mbpsのスループットが出る。
  - ただしハードウェアに依存するため、実際には約2Mbps程のスループットになる。
- プリンタ側から見ると、この事により、「より速い印刷」と「チャンネル状況の返送や管理」が出来る。
- この新しい標準により、周辺機器はホストに対して大量のデータを送り返すことが出来る。
  - このため、以前のようにSCSIインタフェースを使っていたデバイスはより低コストで提供出来るようになった。
  - このデバイスにはスキャナーやテープドライブ、ハードディスクが含まれる。
- コンピュータネットワークはパラレルインタフェースを通してネットワークアダプターや他のデバイスと直接接続できる。
- 消費者は高価なSCSIカードを購入する必要がなくなり、パラレルインタフェースを繋ぐことにより簡単に使うことが出来る。

## 仕様
IEEE 1284には5つのプロトコルのモードがある。
コンパチブルモード
セントロニクスとしても知られる。標準ないしSPPとも呼ばれ、単方向通信で元々のセントロニクス社が設計したものと2, 3違うだけである。
ニブルモード
単方向インタフェースで、データ通信にステータスラインを用い、デバイスに4ビットデータ送信を行う。これはHPによりBi-tronicsモードとして開発され、拡張プリンタステータス取得によく使われる。
バイトモード
データラインを使って8bit送信を行う。
Enhanced Parallel Port (EPP)
EPPは半二重双方向通信インタフェースとして設計され、プリンターではなくても大量のデータをホストに送信できる。
Extended Capability Port (ECP)
ECPは半二重双方向通信インタフェースとして設計され、RLEによる圧縮を行う。
IEEE 1284準拠デバイスはコンパチブルモードとニブルモードを実装しなければならないと規定されている。ほかの3つのモードはオプションであるが、実装が推奨されている。
IEEE準拠ケーブルはいくつかの結線と品質を確保しなければならない。コネクタの種類は3つ定義されている。
DB-25 (type A)
ホスト接続用
Centronics (type B)
プリンタないしデバイス接続用36ピン
Mini-Centronics (type C, MDR36)
36ピンでデバイス接続のためのより小さいコネクタだが一般的ではない。
IEEE 1284-IデバイスはIEEE 1284-AとIEEE 1284-Bコネクタを使用し、IEEE 1284-IIデバイスはIEEE 1284-Cコネクタを使用しなければならないと規定されている。
| 転送モード    | 距離 (m) (AB cable)/(CC-cable) | 速度 (Byte/s) |
| ------------- | ------------------------------ | ------------- |
| Compatibility | 2/10                           | 360,360       |
| Nibble        | 2/10                           | 3,174,603     |
| Byte          | 2/10                           | 1,369,863     |
| EPP           | 2/10                           | 2,000,000     |
| ECP           | 2/10                           | 2,500,000     |

1. ↑  IEEE-1284 仕様自身はLevel2デバイスの最小保証距離を規定しているわけではなく、単に信号線の電流値や電圧、プルアップ抵抗値を規定しているだけである。初期のPCインタフェースでは、制御信号が0.8Vでたった7mAしか流れなかったので、実用的なケーブル長は2mに制限される。
2. ↑  仕様には、転送速度はホスト側コンピュータの速度やドライバの実装、対象となる周辺機器に依存する、とだけ書かれている。しかしながら、出力パルスは2MHzまで、信号の立ち上がりと立下りには5nsかかると規定されている。表内の速度は確認できた最大値（圧縮なし）であって、データを1バイト完全に転送するのに必要な最小時間をベースとして計算し、データの次のバイトを転送し始めるのに必要なやりとりも含めている。理想的な信号線の条件を仮定している。転送モードを確定したりないしbusy信号をやりとりする時間は除いている。

IEEE 1284をデイジーチェーンする仕様では、一つのパラレルポートに8つまでのデバイスを繋げることができる。ピン出力を含めた仕様の詳細は下記リンクを参照すること。

## IEEE 1284標準
- IEEE 1284-1994 : Standard Signaling Method for a Bi-directional Parallel Peripheral Interface for Personal Computers
- IEEE 1284.1-1997 : Transport Independent Printer/System Interface- a protocol for returning printer configuration and status
- IEEE 1284.2 : Standard for Test, Measurement and Conformance to IEEE 1284 (not approved)
- IEEE 1284.3-2000 : Interface and Protocol Extensions to IEEE 1284-Compliant Peripherals and Host Adapters- a protocol to allow sharing of the parallel port by multiple peripherals (daisy chaining)
- IEEE 1284.4-2000 : Data Delivery and Logical Channels for IEEE 1284 Interfaces- allows a device to carry on multiple, concurrent exchanges of data